# Epipedocera hoffmanni
Epipedocera hoffmanni är en skalbaggsart som beskrevs av J. Linsley Gressitt 1940. Epipedocera hoffmanni ingår i släktet Epipedocera och familjen långhorningar. Inga underarter finns listade i Catalogue of Life.